# Sosnowe
Sosnowe (ukrainisch Соснове; russisch Сосновое/Sosnowoje, polnisch Ludwipol) ist eine Siedlung städtischen Typs in der westukrainischen Oblast Riwne mit etwa 2000 Einwohnern. Sie liegt am Fluss Slutsch, etwa 33 Kilometer südöstlich der ehemaligen Rajonshauptstadt Beresne und 57 Kilometer nordöstlich Oblasthauptstadt Riwne.

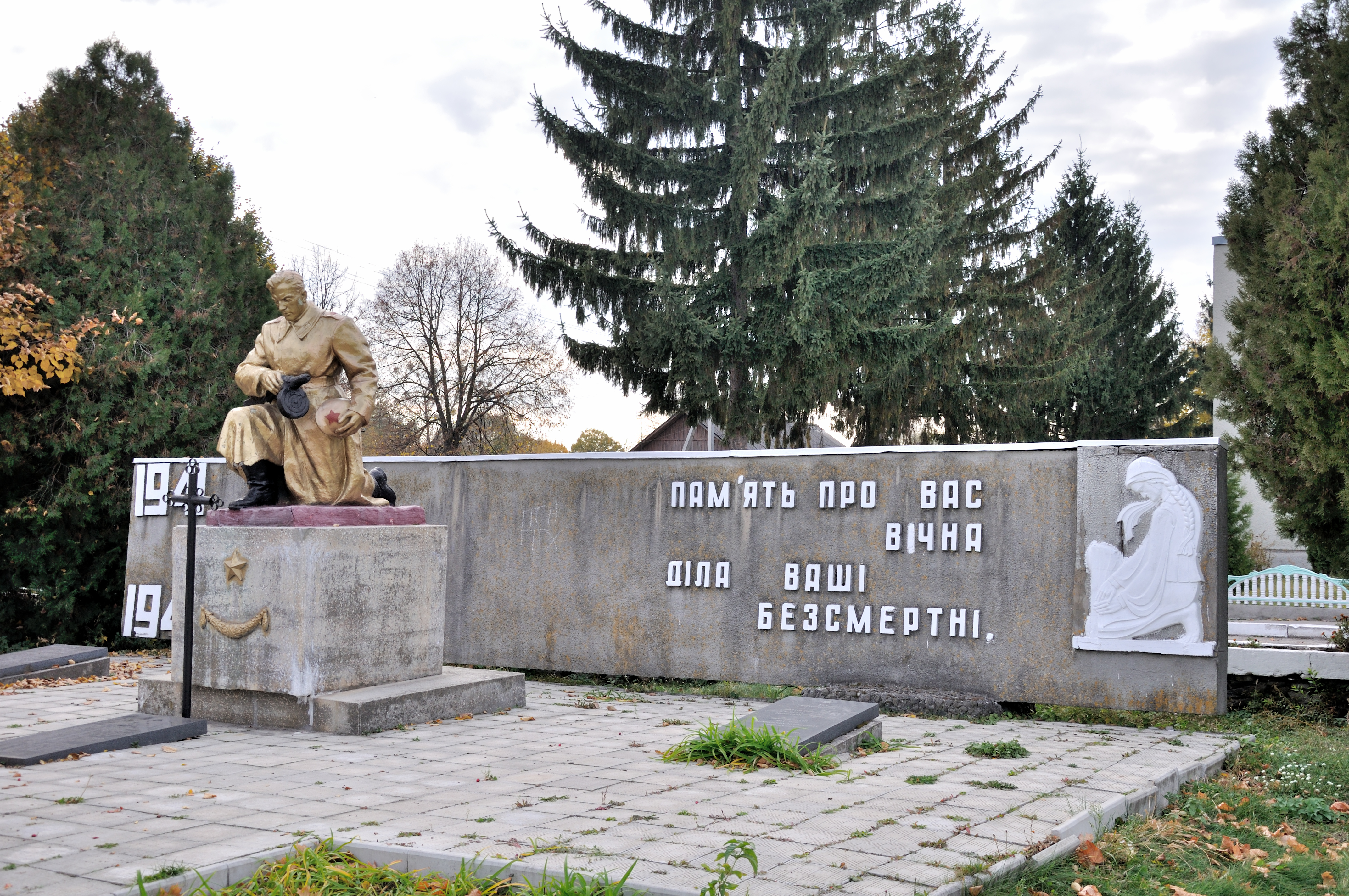
Kriegerdenkmal im Ort

## Geschichte
Der Ort wurde im 1708 gegründet als es im heutigen Nachbarort Hubkiw die Pest ausbrach und der Ort durch Schweden und Mongolen stark in Mitleidenschaft gezogen wurde. Ludwipol, das nach der Frau des Gründers, Ludwika benannt wurde, lag bis 1795 als Teil der Adelsrepublik Polen-Litauen in der Woiwodschaft Wolhynien. Danach kam es zum neugegründeten Gouvernement Wolhynien als Teil des Russischen Reiches.
Nach dem Ende des Ersten Weltkrieges wurde der Ort ein Teil der Zweiten Polnischen Republik (Woiwodschaft Wolhynien, Powiat Kostopol, Gmina Ludwipol), nach dem Ausbruch des Zweiten Weltkrieges wurde das Gebiet durch die Sowjetunion und ab 1941 durch Deutschland besetzt, 1945 kam es endgültig zur Sowjetunion und wurde in die Ukrainische SSR eingegliedert. Am 7. März 1946 erfolgte dann die Umbenennung in Sosnowoje/Sosnowe in Anlehnung an die ausgedehnten Kiefernwälder (ukrainisch Сосно/Sosno = Kiefer) der Gegend. Seit 1959 hat der Ort den Status einer Siedlung städtischen Typs, 1991 kam die Siedlung zur neuentstandenen Ukraine.
Die große jüdische Gemeinde, in der Zwischenkriegszeit etwa 75 Prozent der Einwohner des Ortes wurde während des Zweiten Weltkriegs nahezu völlig ausgelöscht, durch Vergeltungsaktionen seitens der deutschen Besatzung gegenüber Partisanenbewegungen wurde während des Krieges der gesamte Ort niedergebrannt und musste nach dem Krieg komplett neu aufgebaut werden.

## Verwaltungsgliederung
Am 8. August 2017 wurde die Siedlung zum Zentrum der neugegründeten Siedlungsgemeinde Sosnowe (Соснівська селищна громада Sosniwska selyschtschna hromada). Zu dieser zählen auch noch die 11 in der untenstehenden Tabelle aufgelisteten Dörfer, bis dahin bildete die Siedlung zusammen mit den Dörfern Adamiwka, Hlybotschok, Iwaniwka Welyki Selyschtscha und Willja die gleichnamige Siedlungsratsgemeinde Sosnowe (Соснівська селищна рада/Sosniwska selyschtschna rada) im Süden des Rajons Beresne.
Am 17. Juli 2020 wurde der Ort Teil des Rajons Riwne.
Folgende Orte sind neben dem Hauptort Sosnowe Teil der Gemeinde:
| Name                     | Name          | Name                                   | Name                | Name |
| ukrainisch transkribiert | ukrainisch    | russisch                               | polnisch            |      |
| ------------------------ | ------------- | -------------------------------------- | ------------------- | ---- |
| Adamiwka                 | Адамівка      | Адамовка (Adamowka)                    | Adamówka            |      |
| Biltschaky               | Більчаки      | Бельчаки (Beltschaki)                  | Bielczaki           |      |
| Chmeliwka                | Хмелівка      | Хмелевка (Chmelewka)                   | Chmielówka          |      |
| Hlybotschok              | Глибочок      | Глубочок (Glubotschok)                 | Hłuboczek           |      |
| Hubkiw                   | Губків        | Губков (Gubkow)                        | Hubków              |      |
| Iwaniwka                 | Іванівка      | Ивановка (Iwanowka)                    | Janówka             |      |
| Marynyn                  | Маринин       | Маринин (Marinin)                      | Marynin             |      |
| Motschuljanka            | Мочулянка     | Мочулянка                              | Moczulanka          |      |
| Sowpa                    | Совпа         | Совпа                                  | Sołpa Wielka        |      |
| Welyki Selyschtscha      | Великі Селища | Великие Селища (Welikije Selischtscha) | Siedliszcze Wielkie |      |
| Willja                   | Вілля         | Вилья (Wilja)                          | Wilja               |      |

## Persönlichkeiten
- Jacob Allerhand (1930–2006), deutscher Judaist